# Сасофортино (Гросето)
Сасофортино (итал. Sassofortino) је насеље у Италији у округу Гросето, региону Тоскана.
Према процени из 2011. у насељу је живело 748 становника. Насеље се налази на надморској висини од 572 м.